# USS Lexington (CV-2)
Chiếc USS Lexington (CV-2), có tên lóng là "Gray Lady" hoặc "Lady Lex", là một trong những tàu sân bay đầu tiên của Hải quân Hoa Kỳ. Tên nó được dùng để đặt cho lớp tàu sân bay Lexington, cho dù chiếc tàu em của nó là chiếc USS Saratoga (CV-3) được đưa vào hoạt động sớm hơn nó một tháng. Lexington là một trong những tàu sân bay chủ lực của Mỹ trong giai đoạn đầu của Thế Chiến II tại Mặt trận Thái Bình Dương, và đã bị máy bay Nhật đánh chìm trong Trận chiến biển Coral.
Vào ngày 05 tháng 3 năm 2018, nhà kinh doanh và nhà thám hiểm Paul Allen tuyên bố rằng ông đã định vị được xác tàu Lexington khoảng 500 dặm (800 km) ngoài khơi bờ biển đông bắc của Australia. 

## Cấu trúc
Chiếc Lexington là chiếc tàu chiến thứ tư trong lịch sử Hải quân Hoa Kỳ được mang tên USS Lexington, tên đặt theo trận Lexington diễn ra tại Lexington, Massachusetts trong cuộc chiến dành độc lập Mỹ năm 1775. Nó và chiếc tàu em của nó Saratoga, ban đầu được đặt hàng vào năm 1916 như là các tàu chiến-tuần dương, có trọng lượng rẽ nước 35.300 tấn với bảy nồi hơi và ống khói bố trí trên hai sàn. Sau Thế Chiến I, và với những bài học kinh nghiệm từ cuộc chiến này, đã có những cải tổ lớn được đưa ra vào năm 1919. Được đặt tên là CC-1 và CC-3, chúng được đặt lườn như những chiếc tàu chiến-tuần dương vào ngày 8 tháng 1 năm 1921 bởi xưởng đóng tàu Fore River tại Quincy, Massachusetts.
Tiếp theo sau Hiệp ước Hải quân Washington, cả hai được đặt lại tên và cải tạo để hoàn tất như là tàu sân bay vào ngày 1 tháng 7 năm 1922. Để được như vậy, trọng lượng rẽ nước phải giảm bớt 8.500 tấn, chủ yếu đạt được nhờ việc loại bỏ tám khẩu pháo 405 mm (16 in) trên bốn tháp súng đôi (bao gồm cả bệ súng, vỏ giáp...). Đai giáp chính được giữ lại, và vỏ giáp sàn tàu được tăng cường. Những đường nét chung của thân tàu được giữ lại, và hệ thống bảo vệ đặc biệt phần dưới nước cũng được gắn liền. Sàn đáp dài 244 m (880 ft) và rộng 25,9-27,4 m (85–90 ft), cao 18,3 m (60 ft) so với mực nước. Tầm nước chính là 7,4 m (24 ft 2 in). Chiếc Lexington và Saratoga được trang bị động cơ turbine điện với 16 nồi hơi Yarrow cung cấp động lực cho bốn turbine General Electric quay các máy phát điện để vận hành bốn động cơ chính chậm hơn. Động cơ của chiếc Lexington đã từng cung cấp điện cho thành phố Tacoma, Washington trong 30 ngày khi bị thiếu điện vào mùa Đông năm 1929/1930.
Thủy thủ đoàn của chiếc tàu gồm 169 sĩ quan và 1730 thủy thủ bao gồm các đội bay. Nó được trang bị tám pháo 55 203 mm (8 in), 12 pháo phòng không 25 127 mm (5 in), và bốn khẩu 57 mm (2.24 in). Hai chiếc này là những chiếc tàu cuối cùng được trang bị máy phóng nằm ngang như là thiết kế ngay từ ban đầu. Máy phóng có hành trình di chuyển dài 47,2 m (155 ft) và đủ mạnh để phóng kiểu máy bay nặng nhất của hải quân vào thời đó trong quãng đường 18,3 m (60 ft). Vào lúc chế tạo, cả hai chiếc tàu đều có những cần trục để phóng và thu hồi những chiếc thủy phi cơ, một tính năng bị tháo bỏ trong chiến tranh và được thay bằng các khẩu pháo phòng không bổ sung. Chiếc tàu được thiết kế để chở được tối đa 120 máy bay các loại bao gồm máy bay tiêm kích, tuần tiễu và ném bom. Mỗi chiếc tàu trị giá 45 triệu Đôla Mỹ kể cả máy bay.
Chiếc Lexington được hạ thủy ngày 3 tháng 10 năm 1925, được đỡ đầu bởi Bà Theodore Douglas Robinson (phu nhân của Trợ lý Bộ trưởng Hải Quân), và nhập biên chế vào ngày 14 tháng 12 năm 1927 dưới sự chỉ huy của Hạm trưởng, Đại tá Hải quân Albert W. Marshall.

## Lịch sử hoạt động

### 1928-1941
Sau khi được trang bị và chạy thử, Lexington gia nhập Hạm đội Tàu chiến tại San Pedro, California vào ngày 7 tháng 4 năm 1928. Đặt căn cứ tại đây, nó hoạt động tại vùng bờ tây trong các nhiệm vụ huấn luyện bay, diễn tập chiến thuật và các cuộc tập trận. Hằng năm nó tham gia vào các cuộc tập trận cơ động hạm đội ở Hawaii, trong vùng biển Caribe, ngoài khơi Vùng kênh đào Panama, và tại Đông Thái Bình Dương. Trong các chuyến đi thử, chiếc Lexington đạt được vận tốc trung bình 30,7 knot (hải lý mỗi giờ), và duy trì được vận tốc 34,5 knot trong một giờ.
Hạm trưởng của chiếc tàu trong những năm 1930 và 1931 là Đại tá Hải quân Ernest King, người mà sau đó sẽ là Tư lệnh Tác chiến Hải quân trong Thế chiến II.
Năm 1931, Robert A. Heinlein, sau này là nhà văn viết truyện khoa học viễn tưởng, làm việc cho hệ thống radio liên lạc, lúc đó còn trong thời kỳ mới mẻ, với các máy bay của tàu. Lexington là một trong số 14 tàu chiến đầu tiên được trang bị radar kiểu sơ khai RCA CXAM-1.

### Thế Chiến II

#### 1941
Vào mùa Thu năm 1941 nó di chuyển cùng lực lượng tàu phối hợp đến vùng biển Hawaii để thực tập chiến thuật.
Vào ngày 7 tháng 12 năm 1941, chiếc Lexington đang ở ngoài khơi cùng Lực lượng đặc nhiệm TF 12 vận chuyển các máy bay của Thủy quân Lục chiến từ Trân Châu Cảng đến tăng cường cho Midway, khi nhận được những tin tức về việc Nhật Bản tấn công Trân Châu Cảng. Nó lập tức tung ra các máy bay trinh sát để truy tìm hạm đội Nhật, và sau đó hướng về phía Nam để gặp gỡ lực lượng đặc nhiệm của tàu tuần dương Indianapolis và tàu sân bay Enterprise để tiến hành những cuộc tìm kiếm ở hướng Tây Nam đảo Oahu cho đến khi quay lại Trân Châu Cảng vào ngày 13 tháng 12.
Lexington khởi hành ngày hôm sau để không kích lực lượng Nhật Bản tại Jaluit nhằm giải tỏa áp lực cho đảo Wake; nhưng các mệnh lệnh này bị hủy bỏ vào ngày 20 tháng 12, và nó chuyển hướng đến hỗ trợ cho lực lượng tàu Saratoga trong việc tăng cường cho đảo Wake. Khi đảo Wake thất thủ ngày 23 tháng 12, lực lượng của cả hai tàu sân bay được gọi quay trở về Trân Châu Cảng, và đến nơi ngày 27 tháng 12.

#### 1942
Lexington tiến hành những cuộc tuần tra nhằm ngăn chặn các cuộc đột kích của đối phương trong vùng tam giác Oahu – Johnston – Palmyra cho đến ngày 11 tháng 1 năm 1942, khi nó rời khỏi Trân Châu Cảng như là kỳ hạm của Phó Đô đốc Wilson Brown chỉ huy Lực lượng Đặc nhiệm TF 11. Vào ngày 16 tháng 2, lực lượng này hướng đến để tấn công vào Rabaul, New Britain, được hoạch định vào ngày 21 tháng 2; và trong khi tiếp cận vào ngày hôm trước, Lexington bị tấn công bởi hai đợt máy bay đối phương, mỗi đợt gồm chín chiếc. Lực lượng tuần tra chiến đấu trên không và pháo phòng không của bản thân chiếc tàu sân bay đã bắn rơi 17 chiếc. Trong chiến dịch này, Trung úy Edward O'Hare đã được tặng thưởng Huân chương Danh dự vì đã bắn rơi năm máy bay địch trong một phi vụ duy nhất.
Việc tuần tra tấn công tại vùng biển Coral (biển San hô) được tiếp tục cho đến ngày 6 tháng 3, khi nó gặp gỡ Lực lượng Đặc nhiệm TF 17 của tàu sân bay Yorktown và tung ra một cuộc tấn công bất ngờ đầy thành công ngang qua dãy núi Owen Stanley ở New Guinea để gây tổn thất nặng nề cho các tàu bè và căn cứ tại Salamaua và Lae vào ngày 10 tháng 3. Sau đó nó quay về Trân Châu Cảng, và đến nơi ngày 26 tháng 3.
Lực lượng đặc nhiệm của chiếc Lexington rời khỏi Trân Châu Cảng vào ngày 15 tháng 4. Nó đã trải qua một cuộc sửa chữa ngắn, trong đó các tháp pháo 8 inch được tháo bỏ và thay bằng các khẩu pháo phòng không 1,1 inch bốn nòng. Nó gia nhập Lực lượng Đặc nhiệm TF 17 vào ngày 1 tháng 5. Do việc khám phá ra hạm đội Nhật đang được tập trung đe dọa vùng biển Coral, chiếc Lexington và chiếc Yorktown đã di chuyển về hướng này để tìm lực lượng đối phương đang hỗ trợ cho một kế hoạch đổ quân. Việc bành trướng về phía Nam của quân Nhật phải được ngăn chặn, nếu không việc liên lạc bằng đường biển với Australia và New Zealand sẽ bị cắt đứt, và các lãnh thổ này sẽ bị mối đe dọa chiếm đóng. Trận chiến biển Coral là kết quả của các hoạt động trên của cả hai bên.

#### Trận chiến biển Coral

Chiếc Lexington đang cháy trong Trận chiến biển Coral

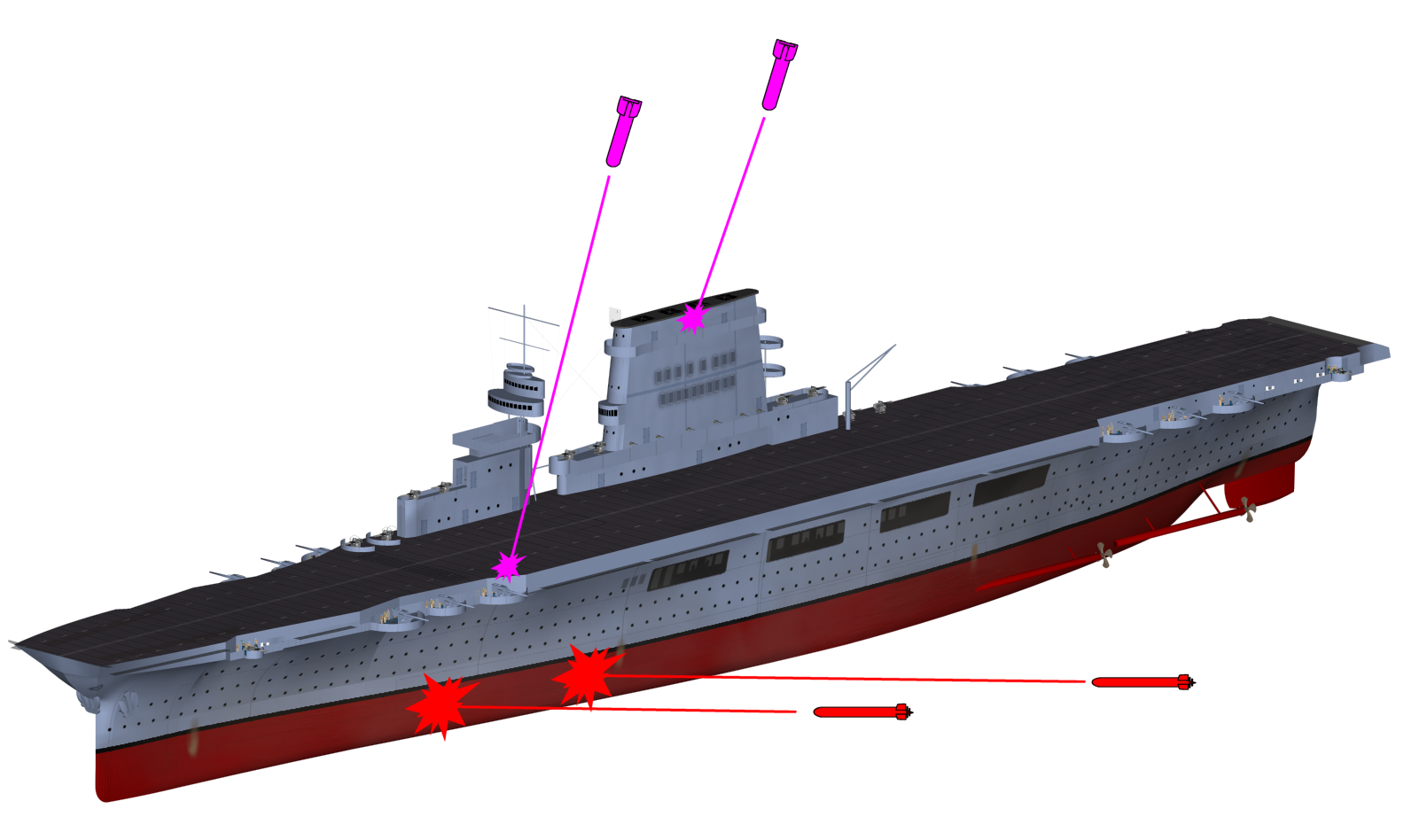
Các cú đánh trúng trực tiếp được xác nhận mà chiếc Lexington chịu đựng trong trận đánh

Ngày 7 tháng 5 năm 1942, các máy bay trinh sát báo các đã trông thấy lực lượng tàu sân bay đặc nhiệm của đối phương. Các phi đội của chiếc Lexington đã đánh chìm chiếc tàu sân bay hạng nhẹ Shōhō của Nhật. Cùng ngày hôm ấy sau đó, 12 máy bay ném bom và 15 máy bay phóng ngư lôi từ các tàu sân bay hạng nặng Shōkaku và Zuikaku, vốn còn chưa phát hiện được, đã bị đánh chặn bởi các máy bay tiêm kích phòng thủ của những chiếc Lexington và Yorktown, và đã bắn rơi chín máy bay đối phương.
Sáng ngày 8 tháng 5, một máy bay của Lexington đã tìm thấy đội tàu Shōkaku; một cuộc tấn công được các tàu sân bay Mỹ tung ra ngay lập tức, và chiếc tàu sân bay Nhật bị hư hại nặng.
Tuy nhiên, lúc 11 giờ, các máy bay đối phương đã thâm nhập qua được hàng máy bay tiêm kích phòng thủ, và 20 phút sau chiếc Lexington trúng phải một ngư lôi bên mạn trái. Vài giây sau, một ngư lôi thứ hai đánh trúng mạn trái ngay phía trước cầu tàu. Cùng lúc đó, nó trúng phải ba trái bom từ các máy bay ném bom bổ nhào đối phương, khiến nó bị nghiêng 7 độ về mạn trái và phát sinh nhiều đám cháy. Đến 13 giờ, các nhóm cứu nạn đã kiểm soát được các đám cháy và giữ được chiếc tàu thăng bằng, và nó có thể di chuyển được với vận tốc 25 knot (46,3 km/h; 28,8 mph) và đã sẵn sàng để thu hồi các phi đội của nó. Bổng bất ngờ chiếc Lexington bị rung chuyển bởi một vụ nổ lớn gây ra bởi cháy hơi xăng bên dưới, và các đám cháy lại không thể kiểm soát được. Đến 15 giờ 58 phút, hạm trưởng Frederick Carl Sherman, do lo ngại cho sự an toàn của thủy thủ đoàn làm việc bên dưới, đã ra lệnh chấm dứt mọi hoạt động cứu nạn và mọi người phải tập trung lên sàn đáp. Lúc 17 giờ 01 phút, ông ra lệnh "bỏ tàu" và việc di tản được tuần tự tiến hành. Thủy thủ đoàn di chuyển ra hai bên nhảy vào nước biển ấm được các tàu tuần dương và tàu khu trục kế bên vớt gần như ngay lập tức. Đô đốc Aubrey Wray Fitch và bộ tham mưu của ông chuyển sang chiếc tàu tuần dương Minneapolis; hạm trưởng Sherman và sĩ quan cao cấp (hạm phó) của ông, Trung tá Hải quân Morton T. Seligman, sau khi kiểm tra là mọi người đều được an toàn, là những người cuối cùng rời tàu.
Chiếc Lexington bị bùng cháy, ngọn lửa bốc cao hàng trăm mét. Để tránh bị đối phương bắt được, chiếc tàu khu trục Phelps tiến đến gần ở khoảng cách 1.370 m (1.500 yd) và bắn hai trái ngư lôi vào sườn của nó; với một tiếng nổ lớn cuối cùng, chiếc Lexington bị chìm lúc 19 giờ 56 phút tại tọa độ 15°20′N 155°30′Đ / 15,333°N 155,5°Đ.

## Danh dự - Phần thưởng
Vào tháng 6 năm 1942, năm ngày sau khi có thông cáo chính thức của Hải quân Mỹ về việc chiếc Lexington bị đánh chìm, các công nhân làm việc tại xưởng đóng tàu Quincy, nơi mà chiếc tàu được đóng hai mươi mốt năm trước đó, đã gửi điện lên Bộ trưởng Hải quân Mỹ Frank Knox để đề nghị đổi tên một trong những chiếc tàu sân bay đang được đóng ở đó (chiếc USS Cabot) thành USS Lexington. Knox đã đồng ý với đề nghị đó, và vào ngày 23 tháng 9 năm 1942 chiếc USS Lexington thứ năm trong lịch sử Hải quân Mỹ được hạ thủy.
Lexington đã nhận được hai Ngôi sao chiến đấu vì các thành tích phục vụ trong Thế chiến II.
| Bronze star | Bronze star · Bronze star |  |

| Huân chương Phục vụ Phòng vệ Hoa Kỳ với 1 Ngôi sao Chiến trận | Huân chương Chiến dịch Châu Á-Thái Bình Dương với 2 Ngôi sao Chiến trận | Huân chương Chiến thắng Thế Chiến II |

## Phát hiện
Ngày 4/3/2018, tàu nghiên cứu RV Petrel của người đồng sáng lập Microsoft, tỷ phú Paul Allen trong cuốc thám hiểm Biển San Hô đã phát hiện ra xác tàu Lady Lex ở độ sâu gần 2 dặm (3 km) dưới mặt nước biển và 430 hải lý ngoài khơi bờ biển Queensland của Úc. Một chiếc tàu lặn tự hành điều khiển từ xa đã xác nhận danh tính của tàu qua việc đọc biển hiệu đuôi tàu.